# David Sorbon
David Alfred Sorbon, före 1900 Jonsson, född 21 maj 1884 i Södertälje, död 10 april 1946 i Stockholm, var en svensk hovfotograf.
David Sorbon var, liksom sin far Alfred Jonsson,  fotograf och hade sin fotoateljé fram till 1928 i det så kallade Sorbonska huset på Lotsudden, mellan Marenplan och Södertälje kanal i centrala Södertälje. Han antog namnet Sorbon 1900. År 1925 flyttade Sorbon till Göteborg där han fortsatte med yrket och blev med tiden hovfotograf. Han var ordförande i västra kretsen av Svenska fotografers förbund 1931-1938 samt lärare i fotografi vid Slöjdföreningens skola 1927-1943.
Sorbon gifte sig 1913 med gymnastikdirektören Gerda Lundqvist (1887–1979) och blev far till skådespelarna Marie-Louise Sorbon (1913–1975), Ulla Sorbon (1915–1941), Stina Sorbon (1918–1996) och Bert Sorbon (1920–1984) samt till konsthantverkaren Birgitta Sorbon Malmsten (1923–1973).
David Sorbon är begravd på Norra begravningsplatsen i Stockholm.

## Bilder

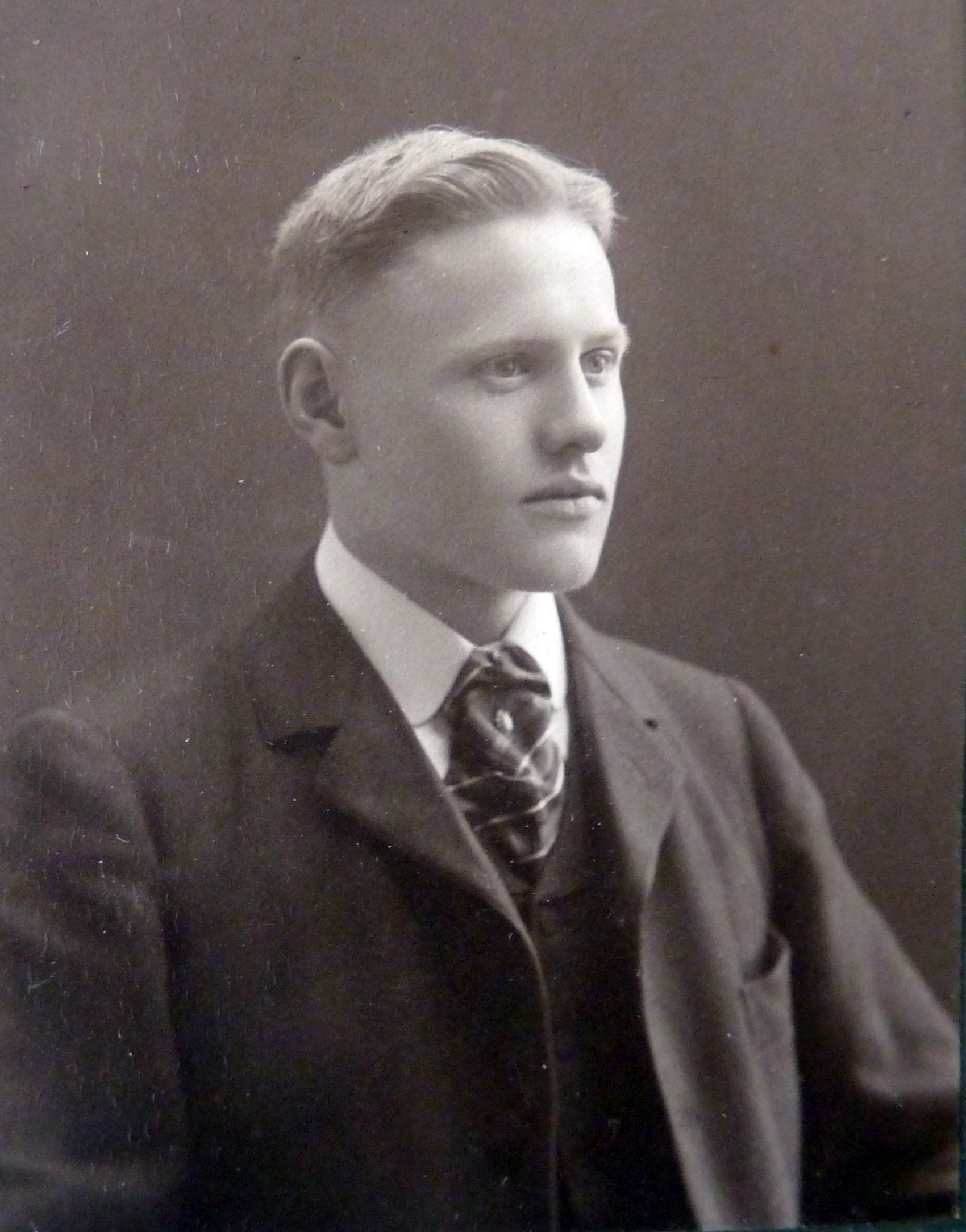
David Sorbon 1899
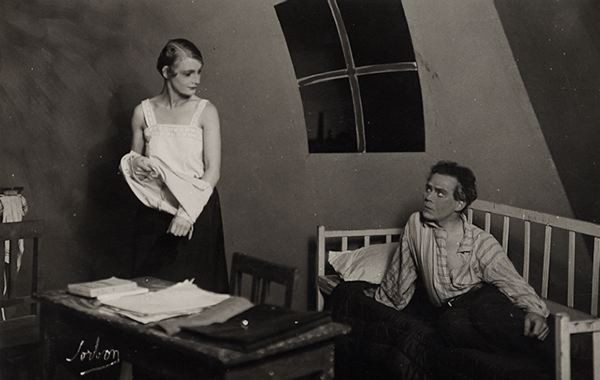
Scenfoto från 1928: Göta Hoving och Sven Miliander i "Hoppla vi lever!".
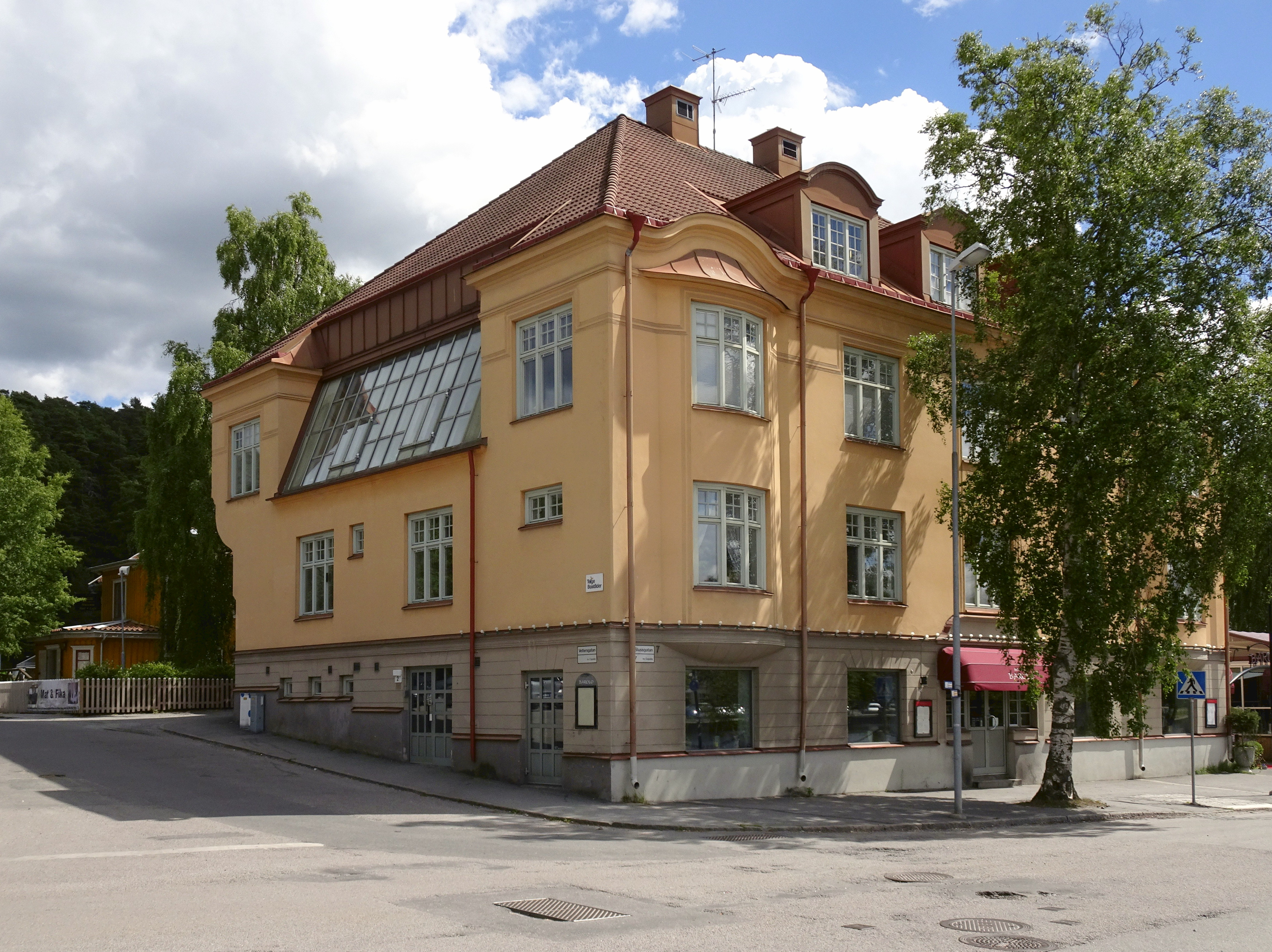
Sorbonska huset i Södertälje, mot norr syns det stora ateljéfönstret.